# ロティス (小惑星)
ロティス (429 Lotis) は、小惑星帯に位置する大きなC型小惑星。
オーギュスト・シャルロワがニースで発見した。ギリシア神話に登場するレンゲソウの花に姿を変えたニュンペーにちなんで名づけられた。